# 第三社會黨
第三社會黨，曾為中華民國政黨之一，簡稱三社黨。成立於2007年7月，現已解散。

## 黨史
2007年5月29日至6月2日，第三社會黨前身「第三社會工作室」與《台灣蘋果日報》合作，《台灣蘋果日報》連續刊登4篇第三社會工作室成員的專文，有系統地闡釋第三社會的理念及其與台灣現實間的關係：第一篇是5月29日刊登郭凱迪撰寫的〈第三社會 終結民主內戰〉，第二篇是5月31日刊登廖珪如撰寫的〈當夢想被逼進死巷時〉，第三篇是6月1日刊登史維辰撰寫的〈第三社會與社運參政〉，第四篇是6月2日刊登李拓梓撰寫的〈不能因為贏不了就不戰鬥〉。
2007年6月4日，推動成立第三社會黨的前民主進步黨青年發展部主任周奕成說，第三社會黨仍在進行「打底」工作，希望推出20至30位候選人參加2008年立法委員選舉。同月15日，周奕成說：「不論藍綠，大家都認為：『沒有理性務實的中間選民，人民就是要政治人物鬥；政治人物不鬥就沒有知名度，沒有知名度就沒有票。』我很難接受這種說法，這也違背我對人的理解，所以我想用行動證明理性選民真正存在。未來『第三社會』募多少款就花多少錢，絕不舉債選舉，也不花錢設競選總部，所有的黨內提名候選人都是彼此的助選員。我想要創造『便宜選舉』的典範。如果第三社會黨找乾淨的候選人，選民就不會期待候選人花錢請客、做場面。而且這次立委選舉改成單一選區兩票制，我相信『第三社會』還是有第二票的市場。」
2007年7月15日，第三社會黨正式登記成立，並提出「公民推薦人」第一波名單，包括中央研究院臺灣史研究所助理研究員吳叡人、國立臺灣大學社會學系助理教授李明璁、輔仁大學心理學系助理教授何東洪（2007年11月30日發表公開信聲明退出推薦人）、國立政治大學法律學系助理教授廖元豪、作家林世煜、台灣經濟研究院副研究員洪財隆、國立東華大學財經法律研究所助理教授李崇僖、中央研究院社會學研究所助理研究員李宗榮、國立清華大學社會學研究所教授李丁讚、國立臺灣大學政治學系教授江宜樺、作家張鐵志、團隊發展國際公司（今台灣外展教育發展基金會）執行長廖炳煌、輔仁大學新聞傳播學系講師陳順孝等十三人。
2007年7月20日，周奕成說，籌備當中的第三社會黨將於本年8月正式成立，預計本年11月左右推出區域立法委員及全國不分區立法委員名單，希望在2008年立法委員選舉中獲得選民支持。 
2007年7月27至30日，第三社會工作室在桃園縣龍潭鄉龍潭渴望園區舉辦「第三社會維和部隊戰鬥營」，吳祥輝、蔣友柏、林濁水、陳長文等人合作擔任第一日講師。本月27日，吳祥輝與蔣友柏說，他們欣賞第三社會的理念，但認為第三社會標榜的理念太過菁英取向，應多用平民語言及行銷創意打開知名度；周奕成回應，組黨運動對黨名是開放的，但黨名暫時叫做「第三社會黨」，其背後有一套完整的台灣政治論述。
2007年9月24日，第三社會黨宣布，國立臺灣大學政治學系副教授黃長玲、作家吳音寧與悍創運動行銷創意總監楊蕙如決定加入第三社會黨公民推薦人行列，第三社會黨也將在近日內成立；同日，第三社會黨遲未公布區域立法委員候選人名單，周奕成坦承，提名作業相當艱困，包括是否提名前民主進步黨籍立法委員沈富雄、是否提名沈富雄推薦的陳長文與林濁水，目前均無具體進展。 
2007年10月4日，無黨籍立法委員林為洲舉行記者會宣布加入第三社會黨，使得該黨才新成立就在立法院獲得一個席位；但林為洲說，他已對政治失去熱情，他「基本上不會」參與2008年立法委員選舉；陪同林為洲舉行記者會的周奕成說，他不知道林為洲會不會參選，但尊重林為洲的意願，並感謝林為洲的正義感、勇氣與魄力。
2007年10月5至7日，第三社會工作室在臺北縣淡水鎮聲寶訓練中心舉辦青年營隊「青平果合作社」。
2007年10月19日，第三社會黨公佈青蘋果造型的黨徽，象徵該黨「青年參政、平民風格、果決行動」的精神；周奕成說，青蘋果黨徽是陳長文發想的，初步就法律層面了解，應該不會有侵權的問題。
2007年10月25日，台灣農民黨與宏仁集團總裁王文洋主導召開「第三勢力武林大會」，王文洋力邀第三勢力整合，但第三社會黨態度保留；周奕成說，第三勢力要能成功，理念很重要，所以先談政治理念，核心就是修憲。
2007年12月5日，周奕成批評，教育部堅持拆除中正紀念堂大中至正牌匾，證明：民主進步黨已經走到激化民意的死胡同裡，看到有人支持這種激烈手段，就繼續鄉愿、媚俗，意圖升高族群衝突以獲取政治利益。第三社會黨發言人楊偉中則說，第三社會黨絕對不是捍衛蔣中正家族，但人民需要的不是政治對立，他不能苟同教育部部長杜正勝靠著討好深綠群眾以「保住官位」的行為；「拆不拆牌匾」這種高敏感度的問題，應等選舉結束後重新討論，才會獲得理性判斷；觀光客願意來中正紀念堂，代表蔣中正有一定的歷史定位；第三社會黨不主張捍衛蔣中正，但也不認為民進黨政府可以對歷史恣意妄為。周奕成與楊偉中都要求立即終止這場「民主內戰」。
2007年12月11日，第三社會黨兩位發言人林致真與楊偉中到行政院中央大樓門口，剪下掛在行政院中央大樓圍牆的「牽手護臺灣，加入聯合國」布條並改掛「一票投人、一票投黨」布條，抗議陳水扁政府宣傳與民生無關的入聯公投、卻不宣傳新的立法委員選舉制度；他們也企圖將標語貼在行政院中央大樓門口的「牽手護臺灣，加入聯合國」牌樓上，但遭警方制止，最後改將標語貼在行政院中央大樓門口柱子上。
2008年1月2日，第三社會黨舉辦由國立臺灣大學社會學系助理教授范雲等21人合著、天下文化出版的書《第三社會的想像：超越對抗，共同走向未來》發表會，同樣名列十一寇之一的羅文嘉與林濁水應邀出席；羅文嘉說，他不方便推薦任何政黨，但無論大家用什麼方式為自己的理想努力，都要彼此祝福。
2008年1月4日，第三社會黨發表聲明指出，台灣團結聯盟與民主進步黨擁有相同的社會基礎才會互相排擠攻擊，民主進步黨動員台灣社等「本土社團」夾殺小黨，台灣團結聯盟則是被自己過去所造的業反噬。周奕成說，民主進步黨自命為「本土政權」，只准自己本土，不准別人本土，這樣自己才能獨占本土；若民主進步黨真的「愛台灣」，民主進步黨應該容忍、甚至鼓勵新的本土力量。周奕成說，中國國民黨與民主進步黨的候選人競選花費過高，這兩大黨光是文宣就已花了新臺幣上千萬元，候選人需要企業支持導致日後官商勾結嚴重、執政者向富人靠攏，因此他為這兩大黨下了「要錢右派，要票左派」的註解。
2008年1月7日，學運世代的民主進步黨立法委員候選人李昆澤、羅文嘉、段宜康、郭正亮及蔡其昌共同發表宣言，希望青年人「搶救年輕世代、承擔台灣未來」，讓他們勝選，否則民主進步黨將出現一整個世代的人才真空。同月8日，立委選舉推薦連線記者會，青年勞動九五聯盟執行委員陳柏謙砲轟，民主進步黨老一輩的人消費美麗島事件消費了快30年，民主進步黨學運世代消費野百合學運也消費了快20年，中國國民黨與民主進步黨將理想性耗損殆盡之後再也得不到青年學生的明顯支持；楊偉中則說，這些仍留在民主進步黨的學運世代，過去或許和改革有關，但現在都是舊勢力了，早該被淘汰。
2008年1月10日，周奕成出席立委選舉推薦連線記者會，說「票投藍綠兩黨只會延續民主內鬥，破壞台灣團結」；同日，第三社會黨立法委員候選人楊宗澧與同屬該黨提名的全國15名候選人在台北車站前輪流開講。
2008年1月12日，立法委員選舉結果揭曉，第三社會黨未獲得任何立法委員席次。
2020年4月29日，內政部公告，由於第三社會黨未依新修正《政黨法》補正，內政部廢止其該黨政治團體身份，並發文請該黨進行財產清算。

## 理論與政策

### 第三社會
第三社會黨認為，台灣社會有兩大權力集團：「第一社會」是1945年前即居住在台灣，認同泛綠本土理念的選民；「第二社會」是1945年至1949年移民來台，認同泛藍中國理念的選民。以解嚴世代為主體，認同應該尋找台灣共同利益的，稱為「第三社會」。第三社會強調超越歷史記憶之衝突，共同為台灣的未來奮鬥。
該黨主要訴求是終止泛藍與泛綠的「民主內戰」。該黨認為：民主進步黨執政後，眈溺於黨派鬥爭，未能將台灣往進步的方向推進；而中國國民黨也未能脫胎換骨成為一個「足堪大用」的進步政黨；因此，必須以第三勢力加以針砭。

### 第三共和
第三社會黨認為，臺灣經過1990年代的民主改革後，已形成中華民國第二共和或臺灣共和，此一共和確立了民主體制以及國民主權；然而由於政黨體制的失常和憲政的困境，臺灣陷入民主內戰。
第三社會黨主張，臺灣應進行第八次修憲，而世代論壇在此之前訂立了「修憲五原則」：
- 憲法總綱不動
- 中央政府體制採議會內閣制
- 國會選制採聯立式單一選區兩票制
- 憲法全部本文依修憲規定交付人民公投同意
- 降低修憲門檻

### 公費選舉
第三社會黨認為，如要鼓勵富有理想者從政，必須建立「公費選舉」制度：
- 設立公費選舉基金。
- 增加公共資源（廣播電視頻道、平面媒體版面、選舉公報…）補助候選人。
- 接受公費選舉者可以更多的基金補助，但也接受更多的宣傳限制。
- 取消每票新台幣三十元之選舉補助款，降低政黨補助門檻。
- 增加以連署方式代替保證金的制度。

### 國際關係
在國際關係方面，第三社會黨強調「親美不反中」，以此與「親中」的深藍及「反中」的深綠作切割。

## 成員
第三社會黨主要成員來自台灣的學運世代；其中多人曾於民進黨任黨職，或於陳水扁政府執政後任公職。發起人包括曾任民進黨青年部主任的世代論壇執行長周奕成、前新潮流系成員顧家銘、綠六組成員林致真等。在正式創黨前，曾以「第三社會工作室」為名。

## 參政與選舉
2008年中華民國立法委員選舉中，第三社會黨推出十位區域立委候選人及五位不分區候選人。但在政黨票中，僅獲得45,594票，佔有效票中的0.5%，未能跨過5%席次門檻，因此並未取得任何一席不分區立委。而在區域立委中，提名的十位候選人也紛紛落選，未能在此次國會選舉中獲得任何席次。之後該黨便銷聲匿跡，未見有公開活動，官方網站已消失、部落格也未有更新。
第三社會黨敗選後，周奕成淡出政壇，轉而從事文創工作，在臺北市迪化街陸續推動「小藝埕」等文化街屋。2016年中華民國立法委員選舉，周奕成幫綠黨社會民主黨聯盟候選人范雲、陳尚志、呂欣潔、苗博雅、曾柏瑜等人站台助講，「如果要幫台灣培養一個未來的反對黨，理想上，社會基礎和民進黨分開的綠社盟比較可能」。2016年7月1日，周奕成提起第三社會黨仍難掩失落，「8年前提第三社會或第三勢力還太早，當時大部分人都不知道政黨票；對我而言，那比較像是一場社會運動，而非選舉」、「第三社會必須要在第一社會——也就是民進黨執政時——才會誕生」。

## 相關人物
- 林為洲：2007年以時任民主進步黨籍立法委員的身分加入第三社會黨，後來轉加入中國國民黨並當選新竹縣議員兼副議長、立委。

- 江宜樺：臺灣大學政治系教授，曾被第三社會黨名列第一波公民推薦人之一，後來加入國民黨並曾任行政院研考會主委、內政部部長、行政院院長等。

- 楊偉中：曾是第三社會黨發言人，後來曾任國民黨文化傳播委員會副主委兼發言人、不當黨產處理委員會委員。

- 楊宗澧：曾獲提名為第三社會黨臺中市第二選舉區（今台中五選區）立法委員候選人，社運工作者、司改會執行秘書，後來加入民主進步黨爭取立法委員提名，未獲徵召宣布退選。曾任民進黨台中市黨部副執行長。

## 外部連結
- 第三社會黨官方網站
- 第三社會黨部落格 （页面存档备份，存于）
- 北京人民網對該黨的報導
- 台灣中國時報對該黨黨魁的訪問 （页面存档备份，存于）
- 香港中國評論月刊對該黨黨魁的訪問 （页面存档备份，存于）